# Andantino
Andantino is een van oorsprong Italiaanse muziekterm die aangeeft in welk tempo een muziekstuk gespeeld moet worden. Vóór 1800 was dit tempo iets langzamer dan andante, na 1800 is andantino iets sneller geworden dan andante. De aanduiding -ino betekent 'iets minder'. Wanneer men iets minder 'gaande' speelt is het langzamer, wanneer men iets minder 'rustig' speelt is het sneller dan andante. Andantino behoort tot de matig langzame tempi. Het metronoomgetal komt neer op 76 tot 90, dus 76 tot 90 tellen per minuut.